# Albert Soler Llopart
Albert Soler Llopart (Vilanova i la Geltrú, 1963). És professor titular de literatura catalana medieval a la Universitat de Barcelona. S'ha especialitzat en la literatura catalana del segle xiii; sobretot, en Ramon Llull i en la seva tradició manuscrita. És autor de les edicions crítiques del Llibre de l'orde de cavalleria (1988), del Llibre d'amic e amat (1995, 2012), del Romanç d'Evast e Blaquerna (2009, en col·laboració amb Joan Santanach) i del Llibre de contemplació en Déu (2016, en col·laboració amb Antoni I. Alomar, Montserrat Lluch i Aina Sitjes). Ha publicat el llibre Ramon Llull as a Vernacular Writer: communicating a New Kind of Knowledge (Londres: Tamesis, 2016), juntament amb Lola Badia i Joan Santanach. Ha publicat articles especialitzats a revistes com Caplletra, Estudis romànics, Llengua & Literatura, Studi medievali, Studia lulliana, Traditio. Ha participat en diversos projectes de recerca dirigits per Lola Badia i Anthony Bonner. És magister de la Maioricensis Schola Lullistica de Palma, des d'octubre de 1989. És membre del consell de redacció de la revista Studia Lulliana des de 1994 i del Consell Assessor de Els Nostres Clàssics des de 2004. Des de 2008 és el director d'edició del Patronat Ramon Llull, que publica la Nova Edició de les Obres de Ramon Llull. Coordina, juntament amb Lola Badia, la Base de Dades Ramon Llull de la UB. Dirigeix el Nou Glossari General Lul·lià. De 2009 a 2013 ha estat director del Departament de Filologia Catalana de la UB. Des de 2018 impulsa el programa d'innovació docent Aula de Literatura i Meditació. Des d'octubre de 2021 és director del Centre de Documentació Ramon Llull.